# The Other Side (Billy Ray Cyrus)
The Other Side è l'ottavo album in studio del cantante statunitense Billy Ray Cyrus, pubblicato nel 2003.

## Tracce
1. Face of God
2. Wouldn't You Do This for Me?
3. Always Sixteen
4. I Need You Now
5. Love Has No Walls
6. Tip of My Heart
7. Did I Forget to Pray
8. Holding On to a Dream
9. I Love You This Much
10. The Other Side
11. Amazing Grace